# Romanèche-Thorins
Romanèche-Thorins is een gemeente in het Franse departement Saône-et-Loire (regio Bourgogne-Franche-Comté). De plaats maakt deel uit van het arrondissement Mâcon. Romanèche-Thorins telde op 1 januari 2022 2.002 inwoners.

## Geografie
De oppervlakte van Romanèche-Thorins bedroeg op 1 januari 2022 9,76 vierkante kilometer; de bevolkingsdichtheid was toen 205,1 inwoners per km².

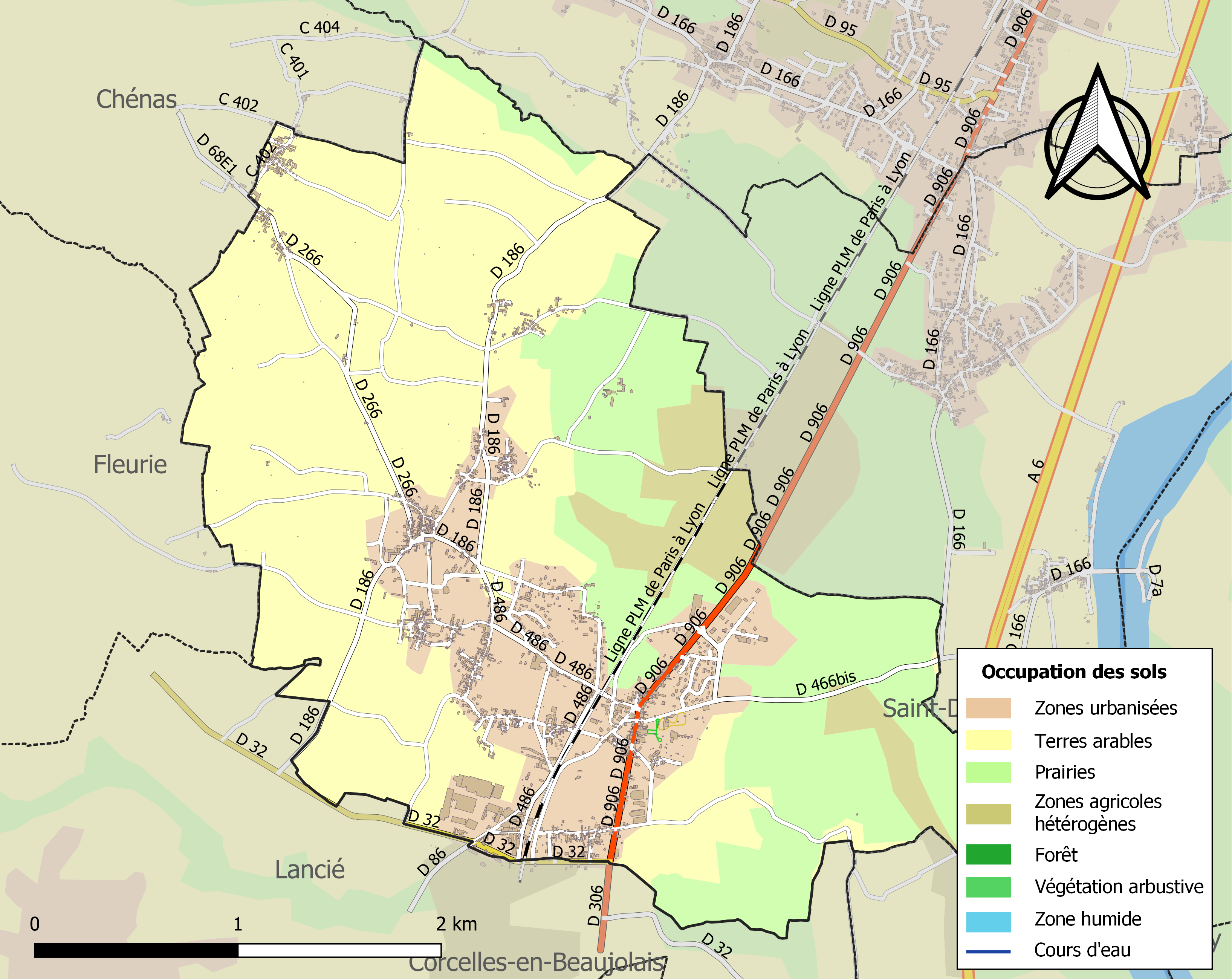
Kaart van de gemeente met de belangrijkste infrastructuur, bodemgebruik en omliggende gemeenten

## Demografie
Onderstaande figuur toont het verloop van het inwonertal (bron: INSEE-tellingen).